# Pseudolucia lyrnessa
Pseudolucia lyrnessa är en fjärilsart som beskrevs av William Chapman Hewitson 1874. Pseudolucia lyrnessa ingår i släktet Pseudolucia och familjen juvelvingar. Inga underarter finns listade.